# Stephen Gallacher
Stephen James Gallacher (Dechmont, West Lothian, 1 november 1974) is een Schotse golfprofessional.

## Amateur

#### Gewonnen
- 1992: Scottish Amateur Championship
- 1994: European Amateur Individual Championship
- 1995: Scottish Amateur Open Stroke Play Championship, Lytham Trophy

#### Teams
- Jacques Leglise Trophy: 1992 (winnaars)
- Walker Cup: 1995 (winnaars)

## Professional
Gallacher wordt na de Walker Cup 1995 professional en speelt in 1996 op de Europese Tour (ET). Dat valt hem niet mee, dus in 1997 en 1998 speelt hij op de Challenge Tour (CT). Daar behaalt hij in 1998 zijn eerste professionele overwinning, eindigt veertiende op de Order of Merit en promoveert naar de Europese Tour. Vanaf 2000 zit hij in de Top-100 en houdt zijn kaart.

Begin 2009 krijgt hij een virusinfectie en moet enkele maanden rust nemen. Van de eerste zes toernooien haalt hij vier cuts, maar daar blijft het bij. Eind augustus staat hij nog buiten de top-200.

#### Gewonnen
Challenge Tour
- 1998: KB Golf Challenge

Europese Tour
- 2004: Dunhill Links Championship na play-off tegen Graeme McDowell
- 2013: Dubai Desert Classic

#### Teams
- World Cup: 2005, 2011

## Trivia
- Stephen is een neef van Bernard Gallacher, de voormalige captain van het Europese Ryder Cup team.